# Latris lineata
Latris lineata és una espècie de peix pertanyent a la família dels làtrids.

## Descripció
- Pot arribar a fer 120 cm de llargària màxima i 25 kg de pes.
- 17-19 espines i 33-38 radis tous a l'aleta dorsal i 3 espines i 26-30 radis tous a l'anal.
- 37 vèrtebres.[3][4][5]

## Hàbitat
És un peix marí, demersal i de clima temperat que viu entre 50 i 400 m de fondària.

## Distribució geogràfica
Es troba a Austràlia i Nova Zelanda.

## Observacions
És inofensiu per als humans i la seua esperança de vida és de 43 anys.